# Sint-Omaarskerk (Bambeke)
De Sint-Omaarskerk (Frans: Église Saint-Omer) is de parochiekerk van de gemeente Bambeke, aan de Rue de l'Église, in het Franse Noorderdepartement.
Het is een oorspronkelijk romaanse kerk (12e eeuw), welke later tot een bakstenen driebeukige gotische hallenkerk werd uitgebouwd. De kerk werd door de Geuzen (einde 16e eeuw) verwoest en in de 18e eeuw weer hersteld.
De zware voorgebouwde kerktoren wordt geflankeerd door een veelhoekig traptorentje. In de kerk zijn nog muurresten van ijzerzandsteen aan te treffen.
De kerk wordt omgeven door een kerkhof.

## Interieur
De orgelkast is in renaissancestijl. De lambrisering, de kerkmeestersbank en het koorgestoelte zijn in de stijl van de Vlaamse barok (1633-1635). Ook de biechtstoelen (1669) zijn in barokstijl. Een Grafleggingsgroep is van 1697, en werd in 1865 vernieuwd. De preekstoel is van 1732. Het Sint-Blasiusaltaar is in barokke en classicistische stijl en is zeer kleurrijk. De communiebank is van smeedijzer (18e eeuw). Er is een votiefschilderij waarop de pastoor met zijn hond geknield voor Christus staat afgebeeld.